# Patricia – Einmal Himmel und zurück
Patricia – Einmal Himmel und zurück (spanischer Originaltitel: Patrizia) ist ein 1980 entstandener, österreichisch-spanischer Softsexfilm von Hubert Frank mit der Französin Anne Parillaud in der Titelrolle und Sascha Hehn in der männlichen Hauptrolle.

## Handlung
Die junge, brünette Patricia – ebenso schön wie begehrenswert – fliegt mit Freunden an die spanische Küste, um ihr stattliches Erbe anzutreten. Ihr Vater war der vermögende Stahlpatron Lord Cook. Hier, an sonnigen Gestaden, will sie ihr Leben und ihre Lieben mit ganzer Lust genießen. Sie beginnt eine Affäre mit ihrer blonden Cousine ebenso wie eine weitere mit einem abgehalfterten Tennisspieler. Ihr Vater sah all dies voraus und hat daher kurz vor seinem überraschenden Herztod den Sonnyboy und Rennfahrer Henry für eine „Sondermission“ engagiert. Harry wurde gerade sprichwörtlich sein Bolide unter dem Hintern weggepfändet.
Will er das vierrädrige Geschoss zurückbekommen, so heißt das unmoralische Angebot des Lords, müsse er seinen ganzen Herzensbrechercharme einsetzen und Patricia umgarnen, auf dass diese von ihren bisherigen Liebschaften Abstand nimmt. Rasch entflammt vor Ort Patricias Herz für den smarten Schönling, doch im Hinterkopf bohrt die Frage: „Liebt Henry mich oder doch womöglich  eher mein Geld?“ Bald finden die beiden, mental wie horizontal, zusammen, und der Vater, der in Wahrheit quicklebendig ist und das gesamte bunte Treiben mit dem wissenden Lächeln eines Connaisseurs alter Schule begleitet, hat das erreicht, was er eigentlich wollte.

## Produktionsnotizen
Patricia – Einmal Himmel und zurück entstand 1980 in Spanien und wurde dort am 27. März 1981 in Madrid uraufgeführt. Die deutsche Premiere war am 6. April 1984.
Nino Borghi entwarf die Filmbauten.

## Kritik
Im Filmdienst heißt es: „Das Nichts an Handlung dient vor allem als Vorwand für Sexszenen in touristisch fotografiertem Ambiente.“